# Stregna
Stregna (friülà Stregne, eslovè Srednje) és un municipi italià, dins de la província d'Udine. Forma part de l'Eslàvia friülana. L'any 2007 tenia 430 habitants. Limita amb els municipis de Kanal ob Soči (Eslovènia), Grimacco, Prepotto, San Leonardo. Segons el cens de 1971, el 72,3% de la població són eslovens.

## Fraccions
Baiar/Bajar, Cernetig/Černeče, Clinaz/Klinac, Cobliza/Koblica, Dughe/Duge, Gnidovizza/Gnjiduca, Melina/Malina, Oblizza/Oblica, Podgora/Podgora, Polizza/Polica, Ponte Clinaz/Klinški Malin, Postregna/Podsriednje, Presserie/Preserje, Raune/Raune, Soligoi/Šalguje, Stregna/Sriednje, Tribil di Sopra/Gorenji Tarbij, Tribil di Sotto/Dolenji Tarbij, Varch/Varh, Zamir/Zamier.

## Administració
| Període   | Identitat      | Partit      |
| --------- | -------------- | ----------- |
| 2004-2009 | Claudio Garbaz | Centredreta |
| 2009-2014 | Mauro Veneto   | Centredreta |
| 2014-     | Mauro Veneto   | Centredreta |